# Scopula romanarioides
Scopula romanarioides là một loài bướm đêm trong họ Geometridae.